# Tom Wirtgen
Tom Wirtgen (ur. 4 marca 1996 w Dippach) – luksemburski kolarz szosowy.
Kolarstwo uprawia również jego brat, Luc Wirtgen.

## Osiągnięcia
Opracowano na podstawie:

2013
- 3. miejsce w Internationale 3-Etappen-Rundfahrt
  - 1. miejsce na 2. etapie
- 1. miejsce w mistrzostwach Luksemburga juniorów (jazda indywidualna na czas)
- 1. miejsce w mistrzostwach Luksemburga juniorów (start wspólny)

2014
- 1. miejsce w klasyfikacji górskiej Trophée Centre Morbihan
- 1. miejsce w mistrzostwach Luksemburga juniorów (jazda indywidualna na czas)
- 1. miejsce w mistrzostwach Luksemburga juniorów (start wspólny)
- 2. miejsce w Oberösterreich Juniorenrundfahrt
  - 1. miejsce w klasyfikacji punktowej
  - 1. miejsce w klasyfikacji górskiej

2015
- 1. miejsce w mistrzostwach Luksemburga U23 (jazda indywidualna na czas)

2017
- 1. miejsce w klasyfikacji młodzieżowej International Tour of Rhodes
- 1. miejsce w mistrzostwach Luksemburga U23 (jazda indywidualna na czas)

2018
- 1. miejsce na 2. etapie Tour du Jura
- 1. miejsce w mistrzostwach Luksemburga U23 (jazda indywidualna na czas)

2019
- 2. miejsce w mistrzostwach Luksemburga (jazda indywidualna na czas)

## Rankingi
| Rok             | 2015 | 2016  | 2017  | 2018  | 2019 | 2020 | 2021  | 2022  | 2023  | 2024 |
| --------------- | ---- | ----- | ----- | ----- | ---- | ---- | ----- | ----- | ----- | ---- |
| World Ranking   |      | 2764. | 833.  | 1121. | 915. | 473. | 1576. | 1881. | 1730. | 852. |
| UCI Europe Tour | 803. | 1852. | 1112. | 704.  | 664. | 390. | 1110. | 1212. | -     | -    |
|                 |      |       |       |       |      |      |       |       |       |      |
| Źródło: UCI     |      |       |       |       |      |      |       |       |       |      |